# Castillo de los Velasco
El castillo de los Velasco es una fortificación del municipio español de Valle de Mena, en la provincia de Burgos.

## Descripción
El castillo de los Velasco se ubica en la localidad burgalesa de Lezana de Mena, perteneciente al municipio de Valle de Mena, en la comunidad autónoma de Castilla y León. El castillo, restaurado, es habitable, además de contar con piscina.
Quedó protegido de forma genérica junto con el resto de castillos de España, el 22 de abril de 1949, mediante un decreto con la rúbrica del dictador Francisco Franco y el entonces ministro de Educación Nacional José Ibáñez Martín, publicado el 5 de mayo de ese mismo año en el Boletín Oficial del Estado. Cuenta con el estatus de Bien de Interés Cultural.